# Den där Jenny
Den där Jenny är en ungdomsroman av Eva Wikander från 2003. "Den där Jenny" handlar om en tjej som går i sexan. Hon flyttade tidigt på sommaren och skulle börja en ny skola i en storstad. Hon träffar några killar som är äldre än hon. Hon tycker att de är schysta och är med dem allt oftare, hon gillar en kille som heter Jon. När hon började skolan blir hon mobbad av tre tjejer. De tycker att det är något fel på Jenny som sminkar sig helt svart. Jenny blir ledsen, och hon tar cigaretter från sin mamma. Då ser Åsa, Marie och Cilla det och skvallrar för sin lärare.
Man får lära känna många karaktärer men det är ganska lätt att blanda ihop dem. Man får en blick av hur mobbarna mår av att mobba Jenny, och man får veta hur Jenny mår av att bli mobbad. Boken kan läsas av både killar och tjejer, i alla åldrar.